# Deutsche Feldhandball-Meisterschaft 1925/26
Die Deutsche Feldhandball-Meisterschaft 1925/26 war die sechste deutsche Feldhandball-Meisterschaft der Männer. Erneut gab es mit den Meisterschaften der Deutschen Sportbehörde für Leichtathletik (DSB), der Deutschen Turnerschaft (DT) und des Arbeiter-Turn- und Sportbunder (ATSB) verschiedene Sportverbände, die einen Deutschen Feldhandballmeister ermittelten.
Die Meisterschaft der DSB sicherte sich erneut zum nun fünften Mal der Polizei SV Berlin nach einem 4:3-Erfolg im Finale über den Polizei SV Halle. Dabei lagen die Berliner zur Halbzeit bereits 0:3 hinten, konnten in der zweiten Halbzeit jedoch den Rückstand aufholen und in der 51. Spielminute den Siegtreffer erzielen. Bei der Feldhandballmeisterschaft der Deutschen Turnerschaft war der Polizei TSV Rastatt erstmals erfolgreich. Die Meisterschaft des ATSB sicherte sich mit dem WAT Ottakring erstmals ein österreichischer Vertreter. Ein inoffizielles Turnier der Verbandsmeister fand im Rahmen der Deutschen Kampfspiele 1926 statt. Dort setzte sich ebenfalls der Polizei SV Berlin durch.

## Meisterschaft der DSB

### Modus DSB
Erneut wurden die Teilnehmer in den sieben von den Regionalverbänden ausgespielten Regionalmeisterschaften ermittelt. Die regionalen Meister waren für die Endrunde um die Deutsche Feldhandballmeisterschaft qualifiziert, welche im K.-o.-System ausgetragen wurden.
Folgende Vereine qualifizierten sich für die diesjährige Feldhandballmeisterschaft des DSL:
| Verein                            | Qualifiziert als                 |
| --------------------------------- | -------------------------------- |
| Polizei SV Stettin                | Baltischer Meister (BRWV)        |
| SV Polizei Hamburg                | Norddeutscher Meister (NSV)      |
| VfB 08 Aachen                     | Westdeutscher Meister (WSV)      |
| Polizei SV Berlin                 | Brandenburgischer Meister (VBAV) |
| Polizei SV Halle                  | Mitteldeutscher Meister (VMBV)   |
| Vereinigte Breslauer Sportfreunde | Südostdeutscher Meister (SOLV)   |
| SV Darmstadt 98                   | Süddeutscher Meister (SVL)       |

### DSB-Vorrunde
| Datum                                 |                   | Ergebnis | !Ort                                         |
| ------------------------------------- | ----------------- | -------- | -------------------------------------------- |
| 18. April 1926                        | Polizei SV Berlin | 08:20    | Vereinigte Breslauer Sportfreunde \|\|Berlin |
| 18. April 1926                        | Polizei SV Halle  | 06:30    | SV Darmstadt 98 \|\|Halle                    |
| 18. April 1926                        | VfB 08 Aachen     | 03:40    | SV Polizei Hamburg \|\|Aachen                |
| Polizei SV Stettin hatte ein Freilos. |                   |          |                                              |

### DSB-Halbfinale
| Datum       |                   | Ergebnis | !Ort                           |
| ----------- | ----------------- | -------- | ------------------------------ |
| 2. Mai 1926 | Polizei SV Berlin | 07:10    | SV Polizei Hamburg \|\|Berlin  |
| 2. Mai 1926 | Polizei SV Halle  | 07:20    | Polizei SV Stettin \|\|Dresden |

### DSB-Finale
| Polizei SV Berlin                                                                                   | Polizei SV Berlin | Polizei SV Halle                                                                               | Polizei SV Halle     |
| | 13. Mai 1926 in Halle (Saale) (Platz des VfL 1896 Halle) Ergebnis: 4:3 (0:3) Zuschauer: 12.000                       | 13. Mai 1926 in Halle (Saale) (Platz des VfL 1896 Halle) Ergebnis: 4:3 (0:3) Zuschauer: 12.000 | Flagge nicht bekannt |
| Pietzsch – Bergemann, Samorski, Adebar, Axmann, Köbke, Burkowski, Wolff, Kerber, Costisella, Bräuer | Drave – Jaeck, Knobbe, Willigmann/Donath, Carl, Kreh, Sindrauh, Lübbering, von Jäger, Marczinski, Sauer, Feuerhering |                                                                                                | Flagge nicht bekannt |

## Meisterschaft der Deutschen Turnerschaft

### Modus DT
Die Qualifikation zu Deutschen Feldhandballmeisterschaft der Deutschen Turnerschaft erfolgte über regionale Kreisgruppen. Folgende Vereine qualifizierten sich für die diesjährige Feldhandballmeisterschaft der DT:
| Verein                     | Qualifiziert als |
| -------------------------- | --- |
| TV Neufahrwasser           | Sieger DT-Kreis I (Ostpreußen und Danzig)                                                                                    |
| ATV Connewitz 1894         | Sieger Kreisgruppenfinale DT-Kreis II (Schlesien) und DT-Kreis XIV (Freistaat Sachsen)                                       |
| TSV Spandau 1860           | Sieger Kreisgruppenfinale DT-Kreis IIIa (Pommern), DT-Kreis IIIb (Brandenburg) und DT-Kreis IV (Norden)                      |
| MTV Saalfeld               | Sieger Kreisgruppenfinale DT-Kreis IIIc (Provinz Sachsen und Anhalt), DT-Kreis VII (Oberweser) und DT-Kreis XIII (Thüringen) |
| Emder TV 1861              | Sieger Kreisgruppenfinale DT-Kreis V (Unterweser-Ems) und DT-Kreis VI (Hannover-Braunschweig)                                |
| TV Seckbach 1875           | Sieger Kreisgruppenfinale DT-Kreis VIIIa (Westfalen), DT-Kreis VIIIb (Rheinland) und DT-Kreis IX (Mittelrhein)               |
| Polizei TSV Rastatt        | Sieger Kreisgruppenfinale DT-Kreis X (Baden) und DT-Kreis XII (nur Pfalz)                                                    |
| Turngesellschaft Stuttgart | Sieger Kreisgruppenfinale DT-Kreis XI (Schwaben) und DT-Kreis XII (Bayern, ohne Pfalz)                                       |

### DT-Vorrunde
| Datum        |                            | Ergebnis | !Ort                            |
| ------------ | -------------------------- | -------- | ------------------------------- |
| 15. Mai 1926 | Polizei TSV Rastatt        | 09:50    | Emder TV 1861 \|\|Heidelberg    |
| 15. Mai 1926 | Turngesellschaft Stuttgart | 05:30    | TV Seckbach 1875 \|\|Heidelberg |
| 15. Mai 1926 | TSV Spandau 1860           | 05:20    | MTV Saalfeld \|\|Berlin         |
| 15. Mai 1926 | ATV Connewitz 1894         | 07:20    | TV Neufahrwasser \|\|Berlin     |

### DT-Halbfinale
| Datum        |                     | Ergebnis  | !Ort                                       |
| ------------ | ------------------- | --------- | ------------------------------------------ |
| 16. Mai 1926 | Polizei TSV Rastatt | 2:2 n. V. | Turngesellschaft Stuttgart \|\|Heidelberg  |
| 30. Mai 1926 | Polizei TSV Rastatt | 02:10     | Turngesellschaft Stuttgart \|\|Ludwigsburg |
| 16. Mai 1926 | TSV Spandau 1860    | 04:30     | ATV Connewitz 1894 \|\|Berlin              |

### DT-Finale
| Datum        |                     | Ergebnis | !Ort                     |
| ------------ | ------------------- | -------- | ------------------------ |
| 6. Juni 1926 | Polizei TSV Rastatt | 03:10    | TSV Spandau 1860 \|\|Ulm |

## Meisterschaft des ATSB
Es gab eine Endrunde der fünf ATSB-Bezirkssieger ATV Bremen, Berlin-Adlershof, WAT Ottakring, TSV Leipzig-Gohlis und Cannstatt. Die ausgetragenen Spiele sind nur lückenhaft überliefert. Nachdem das entscheidende Spiel um die ATSB-Meisterschaft zwischen Ottakring und Bremen am 13. Juni 1926 wegen starken Regens nach vier Minuten abgebrochen werden musste, gab es am 12. September 1926 ein Wiederholungsspiel um die Meisterschaft:
| Datum              |               | Ergebnis | !Ort                  |
| ------------------ | ------------- | -------- | --------------------- |
| 12. September 1926 | WAT Ottakring | 07:10    | ATV Bremen \|\|Bremen |

## Turnier der Verbandsmeister
Erstmals überhaupt gab es ein inoffizielles Turnier zwischen den einzelnen Verbandsmeistern. Dieses wurde im Rahmen der Deutschen Kampfspiele, welche vom 9. Juli 1926 bis 11. Juli 1926 in Köln stattfanden, ausgetragen. Qualifiziert waren die Meister des DSB (Polizei SV Berlin), der DT (Polizei TSV Rastatt) und des Allgemeinen Deutschen Turnbundes (Haaner TB 1890), sowie der Wiener Sport-Club als Sieger der österreichischen Feldhandballmeisterschaft und die DJK TuSA 06 Düsseldorf als Vertreter der Deutschen Jugendkraft. In den kommenden Jahren wurde auf Spiele zwischen den Verbandmeistern wieder verzichtet, erst ab 1931 wurde erneut ein inoffizieller Gesamtdeutscher Feldhandballmeister ermittelt.
Vorrunde
| Datum        |                     | Ergebnis  | !Ort                            |
| ------------ | ------------------- | --------- | ------------------------------- |
| 9. Juli 1926 | Polizei SV Berlin   | 3:2 n. V. | Wiener Sport-Club \|\|Köln      |
| 9. Juli 1926 | Polizei TSV Rastatt | 10:20     | DJK TuSA 06 Düsseldorf \|\|Köln |

Zwischenrunde
| Datum         |                   | Ergebnis | !Ort                    |
| ------------- | ----------------- | -------- | ----------------------- |
| 10. Juli 1926 | Polizei SV Berlin | 11:10    | Haaner TB 1890 \|\|Köln |

Finale
| Datum         |                   | Ergebnis | !Ort                         |
| ------------- | ----------------- | -------- | ---------------------------- |
| 11. Juli 1926 | Polizei SV Berlin | 05:40    | Polizei TSV Rastatt \|\|Köln |